# 油木北
油木北（ゆききた）は岡山県津山市にある地名。郵便番号は709-4635。

## 地理
倭文川の北、西に位置する。

## 歴史

### 沿革
- 1889年6月1日 - 町村制施行に伴い、久米北条郡油木北村が里公文村、里公文上村、油木上村、油木下村と合併し、倭文中村となる。油木北村は大字油木北となり、役場が置かれる。
- 1900年4月1日 - 久米北条郡が久米南条郡と合併し、久米郡となる。
- 1940年9月1日 - 久米郡倭文東村と合併し、倭文村となる。
- 1955年1月1日 - 倭文村が大井町、久米村と合併し、久米町となる。
- 2005年2月28日　久米町が苫田郡加茂町・阿波村、勝田郡勝北町とともに津山市に編入される。

## 世帯数と人口
2021年（令和3年）1月1日現在の世帯数と人口は以下の通りである。
| 町丁   | 世帯数  | 人口  |
| ------ | ------- | ----- |
| 油木北 | 113世帯 | 259人 |

## 小・中学校の学区
市立小・中学校に通う場合、学区は以下の通りとなる。
| 番地 | 小学校             | 中学校             |
| ---- | ------------------ | ------------------ |
| 全域 | 津山市立秀実小学校 | 津山市立久米中学校 |

## 交通

### 道路
- 国道429号

## 施設
- 倭文神社
- 少彦名神社